# Beth Potter
Beth Potter (Glasgow, 27 de dezembro de 1991) é uma triatleta britânica.

## Carreira
Potter nasceu na Escócia e cresceu em Bearsden, onde correu pelo Victoria Park Glasgow. Seu pai, Alex, também é um corredor competitivo e sua irmã, Sarah, é uma treinadora de corrida. Em tenra idade, Potter era uma nadadora competitiva. Ela frequentou a Universidade de Loughborough. Potter mudou-se para Londres para treinamento de pós-graduação na St Mary's University, Twickenham e treinou como parte do Endurance Performance Center lá até o Rio 2016.
Ela competiu pela Grã-Bretanha no atletismo nas Olimpíadas de Verão de 2016 no Rio de Janeiro. Em 2019, ela ganhou a medalha de ouro no Campeonato Europeu de Triatlo em Weert, Holanda. Em 2022, ela ganhou o bronze individual no Campeonato Mundial de Triatlo Sprint de 2022 e a prata com a Equipe Grã-Bretanha no Campeonato Mundial de Revezamento Misto de Triatlo. Em 2023, ganhou o campeonato Elite no Campeonato Mundial de Triatlo Series, tornando-se a sexta campeã mundial feminina britânica.
Nos Jogos Olímpicos de Verão de 2024, em Paris, conquistou a medalha de bronze no revezamento misto, ao lado de Alex Yee, Georgia Taylor-Brown e Sam Dickinson, com o tempo de 1:55:10. Além disso, ela também conseguiu o bronze no evento feminino do triatlo, com o tempo de 1:55:01.